# Michael Olunga
Michael Olunga, även känd som Ingenjören, född 26 mars 1994 i Nairobi, är en kenyansk fotbollsspelare som spelar för qatariska Al-Duhail. Olunga spelar även för Kenyas landslag.